# Peter Silberkuhl
Peter Silberkuhl (* 2. Februar 1939 in Gelsenkirchen) ist ein deutscher Jurist und ehemaliger Vorsitzender Richter am Bundesverwaltungsgericht.

## Leben
Silberkuhl studierte Rechtswissenschaft an der Eberhard Karls Universität und der Rheinischen Friedrich-Wilhelms-Universität. 1958 wurde er Mitglied des Corps Borussia Tübingen. Er promovierte in Bonn zum Dr. iur.
Als Richter auf Probe begann er 1967 am Landgericht Essen seine Karriere in der Justiz. 1970 wechselte er in die Verwaltungsgerichtsbarkeit. Er war in diesem Gerichtszweig zunächst Richter am Verwaltungsgericht Gelsenkirchen. In dieser Zeit wurde er für ein Jahr als Wissenschaftlicher Mitarbeiter an das Bundesverwaltungsgericht abgeordnet. 1974 wurde er Richter am Oberverwaltungsgericht für das Land Nordrhein-Westfalen in Münster.
1981 wurde er Richter am Bundesverwaltungsgericht, wo er zunächst dem 8. Revisionssenat zugewiesen wurde. Der 8. Senat war zuständig für Kommunalrecht, Abgabenrecht, Wohnungsrecht und Wehrpflichtrecht. 1998 wechselte er in den 2. Revisionssenat, der sich mit dem Recht des öffentlichen Dienstes befasste. 2000 wurde Silberkuhl der Vorsitzende des 2. Senates. Seit Anfang 2002 war er außerdem Vorsitzender des Fachsenats nach § 189 VwGO. Silberkuhl gehörte dem Präsidialrat des Bundesverwaltungsgerichtes von 1996 bis 2003 an. Am 1. März 2004 trat er in den Ruhestand.
Neben seiner richterlichen Tätigkeit veröffentlichte Silberkuhl zu rechtlichen Themen. Unter anderem war er Mitautor eines Grundgesetzkommentars.

## Veröffentlichungen (Auswahl)
- Als Herausgeber mit Bodo Pieroth, Die Verfassungsbeschwerde: Einführung, Verfahren, Grundrechte, ZAP, Münster, 2008, ISBN 978-3-89655-373-7